# Delavan Lake
Delavan Lake is een plaats (census-designated place) in de Amerikaanse staat Wisconsin, en valt bestuurlijk gezien onder Walworth County.

## Demografie
Bij de volkstelling in 2000 werd het aantal inwoners vastgesteld op 2352.

## Geografie
Volgens het United States Census Bureau beslaat de plaats een oppervlakte van 15,5 km², waarvan 9,2 km² land en 6,3 km² water.

## Plaatsen in de nabije omgeving
De onderstaande figuur toont nabijgelegen plaatsen in een straal van 8 km rond Delavan Lake.